# Гней Корнелий Лентул (консул 97 пр.н.е.)
Вижте пояснителната страница за други личности с името Гней Корнелий Лентул.
Гней Корнелий Лентул (на латински: Gnaeus Cornelius Lentulus) e политик на Римската република през началото на 1 век пр.н.е.
Произлиза от клон Лентул на фамилията Корнелии и е син на Гней Корнелий Лентул (консул 146 пр.н.е.).
През 100 пр.н.е. Лентул e претор. През 97 пр.н.е. e избран за консул заедно с Публий Лициний Крас Дивес.
Неговият осиновен син Гней Корнелий Лентул Клодиан e консул през 72 пр.н.е.